# Neohalecopsis striatus
Neohalecopsis striatus è un pesce osseo estinto, appartenente ai gonorinchiformi. Visse nell'Oligocene (circa 32 - 28 milioni di anni fa) e i suoi resti fossili sono stati ritrovati in Europa.

## Descrizione
Questo pesce era dotato di un corpo affusolato ma abbastanza corto, e la lunghezza non doveva superare i 30 centimetri. Era piuttosto simile al più antico Halecopsis, dal quale però si differenziava per la testa corta e alta e altre caratteristiche osteologiche: Neohalecopsis era caratterizzato da un piccolo osso quadrato, da una serie opercolare composta da ossa di forma diversa rispetto a quelle di Halecopsis, e da scaglie dotate di circoli del campo anteriore disposti radialmente e non concentrici. Le mascelle di Neohalecopsis, inoltre, erano particolarmente corte, simili a quelle dell'attuale Chanos chanos. 

## Classificazione
Neohalecopsis striatus è noto per un singolo esemplare rinvenuto nella zona di Flörsheim (Assia Renana, Germania) in terreni risalenti all'Oligocene. Inizialmente venne descritto da Weiler come una nuova specie del genere Chanoides (C. striata), ma otto anni dopo lo stesso Weiler lo ascrisse al nuovo genere Neohalecopsis, ritenendolo affine al genere Halecopsis. Più tardi Casier istituì la famiglia Halecopsidae per queste due forme. Solo nel 2006, tuttavia, uno studio di Taverne e Gayet mise in luce importanti differenze tra le due forme, sottolineando invece le somiglianze di Neohalecopsis con il genere attuale Chanos; attualmente Halecopsis è considerato un membro della famiglia Chanidae, all'interno dell'ordine dei gonorinchiformi. 